# Decaschistia rufa
Decaschistia rufa är en malvaväxtart som beskrevs av William Grant Craib. Decaschistia rufa ingår i släktet Decaschistia och familjen malvaväxter. Inga underarter finns listade i Catalogue of Life.